# شبه الجزيرة العربية في العصر الروماني

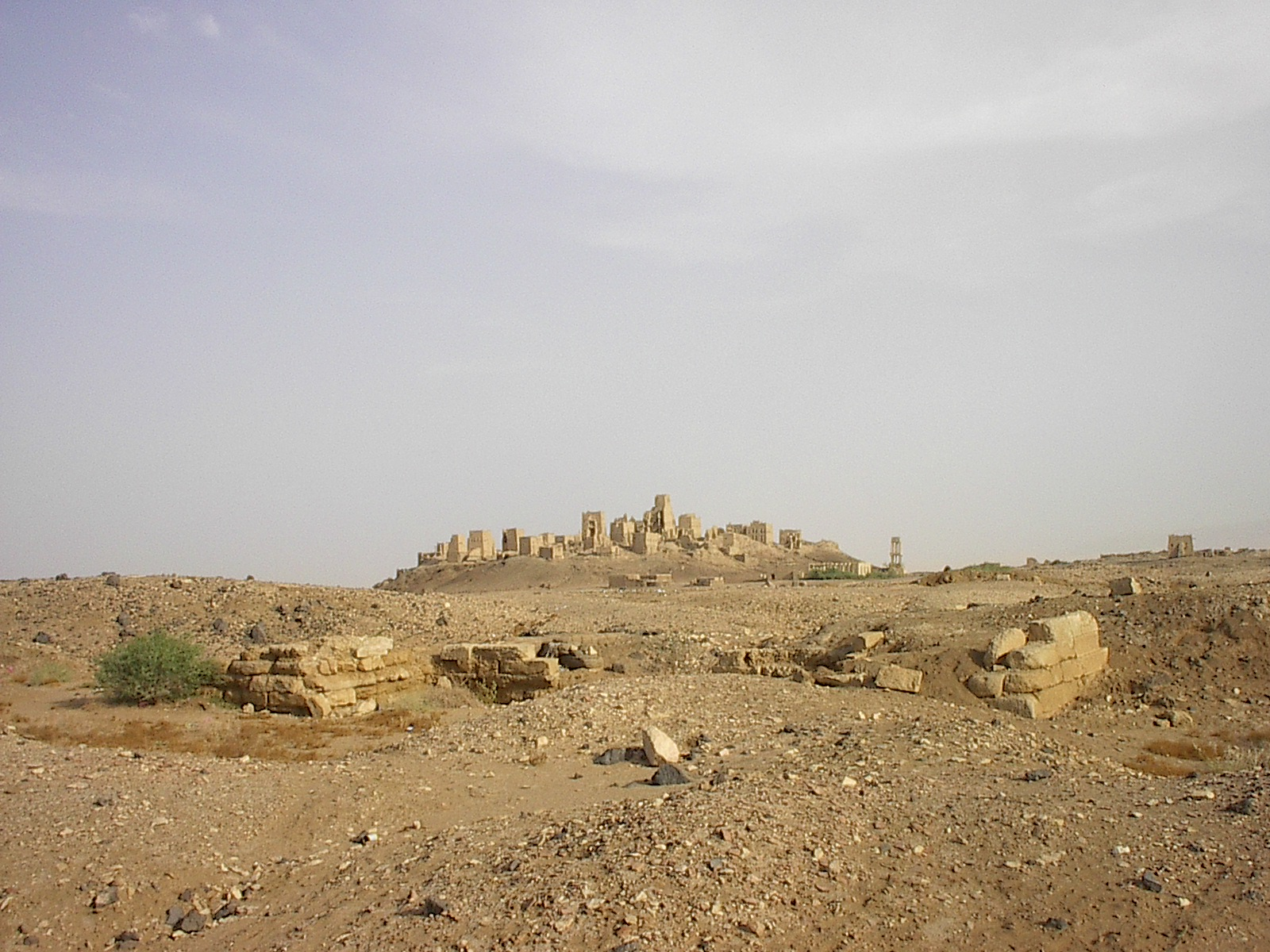
أنقاض مأرب القديمة في اليمن، محاصرة من قبل الرومان في عام 25 قبل الميلاد.

كان للوجود الروماني في شبه الجزيرة العربية أسس في توسع الإمبراطورية تحت أغسطس، واستمر حتى الفتوحات العربية للأراضي الرومانية الشرقية من عام 620 فصاعدًا. لم يتمكن الرومان من التغلب على شبه الجزيرة.

## الاتصالات الأولية
كان حجم التجارة بين روما والهند عبر البحر الأحمر وبحر العرب هائلًا منذ أن فتح الرومان مصر عام 30 قبل الميلاد، وفقًا للمؤرخ سترابو: فإن 120 سفينة رومانية تبحر سنويًا من برنيس تروجلوديتيكا، وتصل جنوب الجزيرة العربية لمرات عديدة في رحلتها إلى الهند، أثناء تجارة التوابل. وغالبًا ومن أجل تأمين الطريق البحري من القرصنة، نظم الرومان حملة استكشافية تحت أيليوس غالوس حيث احتلوا مؤقتًا ميناء عدن (الذي كان يسمى آنذاك Eudaemon) في جنوب شبه الجزيرة العربية. لقد حافظ الرومان أيضا على حامية عسكرية صغيرة في ميناء لويكي كومه النبطي (الذي يعني اسمه «القرية البيضاء»، ويقع الآن شمال ميناء جدة العربي) في القرن الأول من أجل السيطرة على تجارة التوابل، وفقًا للأكاديمي تيودور مومسن (انظر العلاقات التجارية الهندية الرومانية).
لا يمكن الحصول على اللبان والمر، وهما نوعان من التوابل تحظيان بتقدير كبير في العصور القديمة كعطور، إلا من الأشجار التي تنمو في جنوب الجزيرة العربية وإثيوبيا والصومال. جلب التجار العرب هذه البضائع إلى الأسواق الرومانية بواسطة قوافل الجمال على طول طريق البخور. بدأ طريق البخور هذا في البداية في شبوة في حضرموت، وهي مملكة كانت تقع في أقصى شرق الجزيرة العربية، وانتهى في البتراء. قارن سترابو حركة المرور الهائلة على طول الطرق الصحراوية مع حركة الجيش. يمتد طريق البخور على طول الحافة الغربية من الصحراء العربية الوسطى على بعد حوالي 100 ميل من ساحل البحر الأحمر. ذكر الروماني بلينيوس الأكبر أن الرحلة تتألف من خمسة وستين مرحلة مقسومة توقف للإبل. نما ثراء كل من الأنباط والعرب الجنوبيين بشكل هائل من خلال نقل هذه البضائع المتجهة إلى الإمبراطورية الرومانية.

## بعثة غالوس
كان أيليوس غالوس هو الحاكم الثاني لمصر الرومانية، خلال الفترة من 26 إلى 24 قبل الميلاد، في عهد أغسطس. تحولت بعثته إلى أرابيا فيليكس، والتي قدمها سترابو، وكذلك كاسيوس ديو، وبلينيوس الأكبر إلى فشل تام. في هذه الحملة، ذكر سترابو أن إيلاساروس (إيلي شرح يحضب) كان حاكم حضرموت في ذلك الوقت.
خلال حكم السبئيون، كانت منطقة اليمن المعاصرة تسمى «أرابيا فيليكس» من قبل الرومان الذين أعجبوا برخاءها. تولى غالوس حملة من مصر الرومانية من قبل قيادة أغسطس، من أجل إبرام معاهدات الصداقة مع الشعب العربي (كأن يجعله دولة عميلة) أو لإخضاعه إذا كان قاوم الرومان. في الواقع، كان يُعتقد في ذلك الوقت أن الجزيرة العربية كانت مليئة بجميع أنواع الكنوز: كان نجاح مملكة سبأ يعتمد على زراعة وتوابل التوابل والعطريات بما في ذلك اللبان والمر.
كان أيليوس غالوس عندما انطلق مع جيشه، في عام 26 قبل الميلاد، يثق في توجيهات دليل من الأنباط يدعى سلايوس، والذي خدعه وضلله. يقدم سترابو قصة طويلة عن هذه الحملة المثيرة للاهتمام عبر الصحراء — والتي استمد معظم معلوماته عن الجزيرة العربية من أيليوس غالوس نفسه، الذي كان صديقه.
لقد دمر مرض غير معروف للرومان بين الجنود الجزء الأكبر من الجيش الروماني. لم يخضع العرب فقط، ولكن أيليوس غالوس، بعد أن أمضى ستة أشهر في مسيرته إلى البلاد بسبب دليله الغادر، كان قادرًا على محاصرة مأرب (عاصمة «مملكة سبأ») لمجرد أسبوع. وفي الوقت نفسه، احتل أسطوله الروماني ميناء عدن ودمره من أجل ضمان الطريق التجاري الروماني إلى الهند. ثم أُجبر على التراجع في غضون ستين يومًا، واضطر للعودة إلى الإسكندرية بعد أن فقد الجزء الأكبر من قوته.
كتب تيودور مومسن أن أيليوس غالوس أبحر مع 10 آلاف جندي من مصر وهبط في لوتسي كومي، وهو ميناء تجاري يملكه الأنباط في الساحل الشمالي الغربي العربي. ثم غزا دون صعوبة يثرب (المدينة المنورة) وقرية مكة (مكة المكرمة). ومن هناك قام بمسيرة تقارب ألف كيلومتر إلى الجنوب حتى مأرب، لكنه اضطر إلى التخلي عن تلك الفتوحات - وفقًا لمومسن - ليس فقط بسبب الأمراض والأوبئة، ولكن أيضًا لأنه تخطى خطه الإمدادات من مصر في أرض كثيرة الصحاري.

## تراجان ومحافظة العربية البترائية

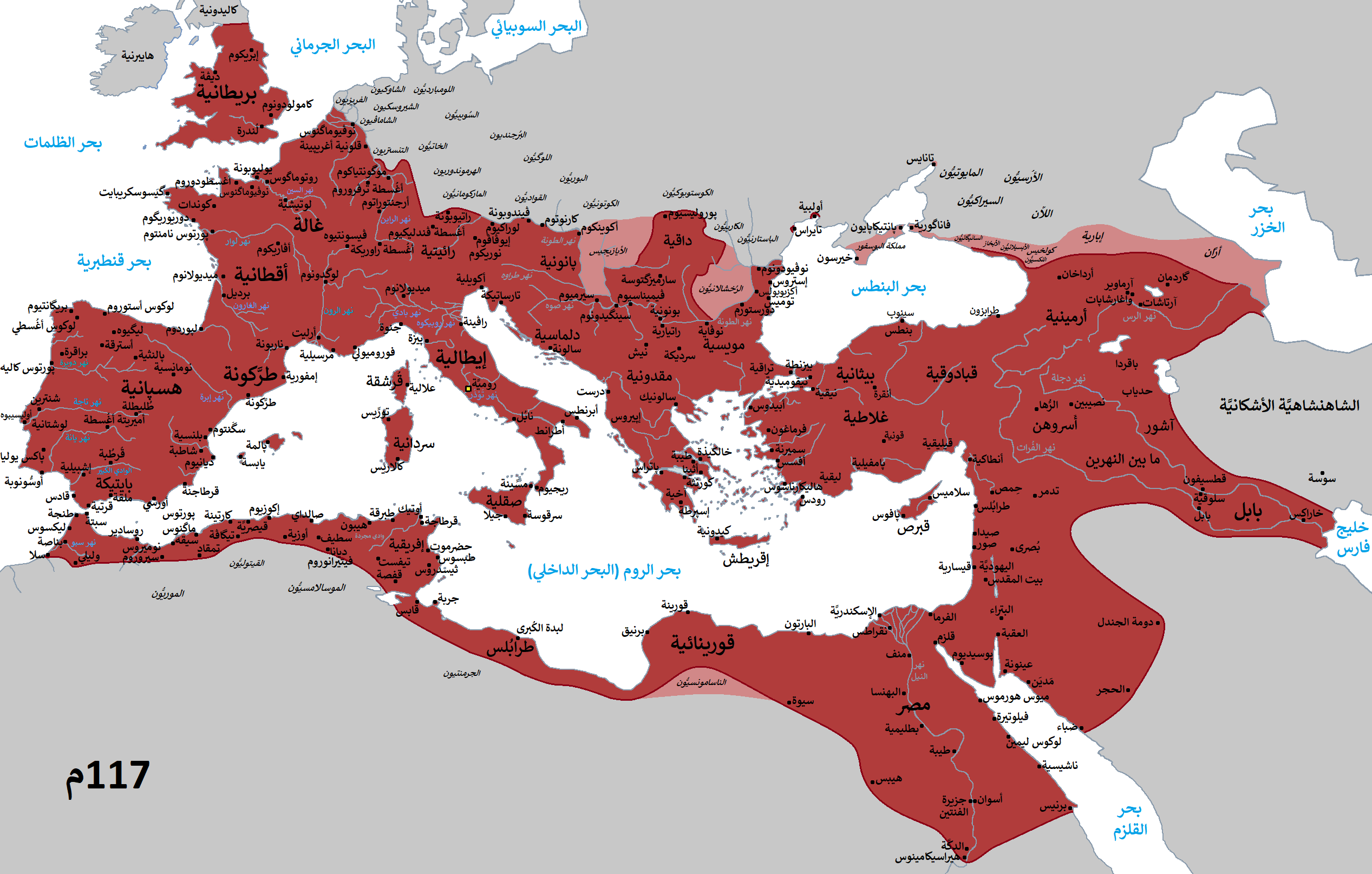
خريطة الإمبراطورية الرومانية بعد فترة وجيزة من فتوحات تراجان لمملكة الأنباط، بما في ذلك مدائن صالح في الداخل. سرعان ما تم تقليص المقاطعة إلى خط الليمس العربي.

حافظ الأنباط على علاقات وثيقة مع الرومان منذ وصولهم إلى منطقة جنوب شرق البحر المتوسط. لقد كانوا خلال حكم أغسطس مملكة عميلة للرومان.
عندما بدأ الإمبراطور تراجان توسعاته العسكرية نحو الشرق، توفي رب أيل الثاني سوتر، أحد ملوك روما التابعين. دفع هذا الحدث إلى ضم المملكة النبطية، مع أن الطريقة والأسباب الرسمية للضم غير واضحة. تشير بعض الأدلة الكتابية إلى عملية عسكرية، بقوات سورية ومصرية. غير أن الأمر الواضح هو أن الجحافل الرومانية تركزت بحلول عام 107 في المنطقة المحيطة بالبتراء وبصرى، كما يتضح من ورق البردي (وأدلة أخرى) عُثر عليها في مصر.
اكتسبت الإمبراطورية الرومانية ما أصبح مقاطعة العربية البترائية (جنوب الأردن الحديث وشمال غرب المملكة العربية السعودية).
لم يتم فتح شبه الجزيرة العربية رسميًا حتى اكتمال طريق ترايانا نوفا في 120. امتد هذا الطريق في وسط المحافظة من بصرى إلى العقبة. لم يكن حتى الانتهاء من المشروع الذي ظهر فيه عملات معدنية بتمثال نصفي لتراجان على الوجه وجمل في الجهة الخلفية، في ذكرى الاستحواذ على شبه الجزيرة العربية. تم سك هذه العملات حتى عام 115، في ذلك الوقت كان تركيز الإمبراطورية الرومانية يتجه نحو الشرق. لا يربط الطريق بصرى والعقبة، فحسب بل أيضًا البتراء واستمر الطريق عبر «طريق القوافل» جنوب ساحل غرب الجزيرة العربية حتى ميناء لوسي كومي.
في الآونة الأخيرة، تم اكتشاف أدلة أخرى على أن الجيوش الرومانية احتلت مدائن صالح في منطقة جبال الحجاز في شمال غرب الجزيرة العربية، مما زاد من امتداد محافظة «العربية البترائية». كان تراجان مهتمة بشكل خاص بالشرق، فقد قام بتأمين التجارة في المحيط الهندي من خلال إنشاء حامية في جزر فرسان الاستوائية، في جنوب ذلك البحر.
ربما قام هادريان بإعادة هيكلة المقاطعة بعد توسع تراجان، مما قلص المساحة إلى ما يقرب من نصف الحجم الأصلي (في غرب ما كان يطلق عليه الليمس العربي) من أجل الدفاع بشكل أفضل عن العربية البترائية من المغيرين والأعداء. حدثت نفس العملية في كالدونيا، عندما تخلى عن الحصون الرومانية حول إنشتوثيل وجاسك ريدج وأنشأ سور هادريان في بريطانيا الرومانية (مما قلص منطقة اسكتلندا الرومانية).
تحت الإمبراطور سيبتيموس سيفيروس توسعت العربية البترائية لتشمل اللجاة وجبل الدروز، وهي أرض وعرة جنوب دمشق، وكذلك مسقط رأس م. يوليوس فيليبس (فيليب العربي).

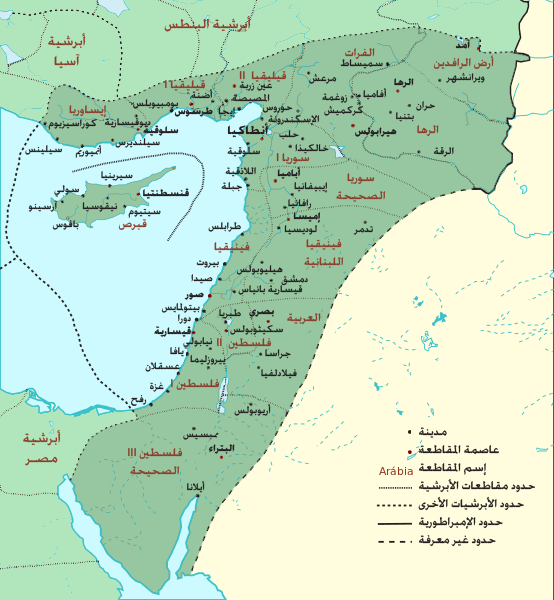
العربية الرومانية في "الأبرشية المشرقية" في بداية القرن الخامس

في الواقع، وجد الرومان حليفًا قويًا في العرب يدعى الغساسنة، الذين انتقلوا من منطقة مأرب إلى جنوب سوريا أساسًا في القرن الثاني. كان الغساسنة هم المنطقة العازلة ضد البدو الآخرين الذين اخترقوا الأراضي الرومانية في تلك السنوات. وبمزيد من الدقة، يمكن وصف ملوكهم بأنهم فيلارخ والتي تعني حكام أصليون للدول الحدودية. كانت عاصمتهم في الجابية في هضبة الجولان. وجغرافيًا، احتلت مملكة الغساسنة الكثير من سوريا وجبل حرمون (لبنان) والأردن وفلسطين، وامتدت سلطتها عبر التحالفات القبلية مع قبائل «الأزد» الأخرى حتى شمال الحجاز جنوبًا حتى يثرب (المدينة المنورة).
علاوةً على ذلك، فإن الأصل العربي الدقيق للإمبراطور الروماني فيليب العربي غير معروف، لأن جميع المصادر تعطي فقط الأسماء اللاتينية له ولأفراد أسرته. ومع ذلك، ونظرًا لكونه نشأ من المنطقة العامة التي استقر فيها الغساسنة، فإن العديد من المؤرخين يعتقدون أنه من هذا الأصل. إن ذكره كمسيحي نفسه أو على الأقل كمتسامح مع المسيحيين سوف يتناسب مع نشأته من شعب كان في طور التنصير في وقت حكمه.
لقد وسع سيبتيموس سيفيروس المقاطعة التي كانت ضخمة بالفعل. ثم شرع في توسيع الإمبراطورية، من خلال غزو بلاد ما بين النهرين. يبدو أن نقل اللجاة وجبل الدروز كانا جزءً من سلسلة من الأعمال السياسية الذكية من جانب الإمبراطور لتعزيز السيطرة على المنطقة قبل هذا الغزو. أصبحت شبه الجزيرة العربية قاعدة القوة الأيديولوجية لسبتيميوس سيفيروس في الشرق الأدنى الروماني.
أصبحت شبه الجزيرة العربية رمزًا للولاء لسيفيروس والإمبراطورية، فوفقًا لبورسوك، فخلال حربه ضد كلوديوس ألبينوس، في بلاد الغال، نشر المعارضون السوريون شائعة مفادها أن فيلق برقة الثالث الذي يسيطر على العربية البترائية قد انشق. من المهم بالنسبة لقضية تقع في فرنسا / بلاد الغال أن تمرد فيلقًا واحد في مقاطعة منعزلة تقع على الجانب الآخر من الإمبراطورية يشير إلى التأثير السياسي الذي جمعته شبه الجزيرة العربية. إنها أرضٌ ليست ذات عدد كبير من السكان، أو موارد، أو حتى موقعًا استراتيجيًا، لكنها أصبحت حجر الأساس للثقافة الرومانية. لا يبدو أن الثقافة الرومانية الشرقية تضعف فعاليتها في الأمور في الغرب. هذا بالضبط لأن العربية البترائية كان لديها القليل جدًا لدرجة أنها كان قادرةً على تعريف نفسها بأنها رومانية والذي حفز ولاءها إلى الإمبراطورية الرومانية.
مثال آخر على ولاء القبائل العربية في شمال شبه الجزيرة العربية لروما، كان لوسيوس سبتميوس أوديناثوس (أذينة). لقد كان «ابن لوسيوس سبتيميوس هيرودس (حيران)، عضو مجلس الشيوخ ورأس تدمر، ابن فابالاثوس (وهب اللات)، ابن نصور» وكان حاكمًا عربيًا رومانيًا لمدينة تدمر ولاحقًا لمملكة تدمر قصيرة العمر. نجح أذينة، في النصف الثاني من القرن الثالث، في استعادة الشرق الروماني من الإمبراطورية الساسانية وإعادته للرومان.
مع إعادة هيكلة الإمبراطور ديوكلتيانوس للإمبراطورية في 284 حتى 305، تم توسيع مقاطعة العربية البترائية لتشمل أجزاء من فلسطين الحديثة. كانت شبه الجزيرة العربية بعد ديوكلتيانوس جزءً من الأبرشية المشرقية، التي كانت جزءً من ولاية الشرق الإمبراطورية وكانت مسيحية إلى حد كبير.
تم غزو المقاطعة من قبل المسلمين العرب تحت حكم الخليفة عمر بن الخطاب في أوائل القرن السابع: تم تدمير فيلق برقة الثالث دفاعًا عن بصرى في عام 630م، مما أنهى الوجود الروماني في شبه الجزيرة العربية.

## قائمة المراجع
- Bowersock, G.  [لغات أخرى]‏ Roman Arabia Harvard University Press. Harvard, 1983
- De Maigret, Alessandro. Arabia Felix. Stacey International. London, 2002. (ردمك 1-900988-07-0)
- Miller, James Innes (1969). The Spice Trade of the Roman Empire. Oxford: Oxford University Press. (ردمك 978-0-19-814264-5).
- Mommsen, Theodor. Römische Geschichte 8 Volumes. dtv, München 2001. (ردمك 3-423-59055-6)
- O'Leary، De Lacy (2001). Arabia Before Muhammad. London: Routledge. ISBN:0-415-23188-4. مؤرشف من الأصل في 2022-05-14.
- Von Wissmann, H. "Die Geschichte des Säbaerreichs und der Felzug des Æelius Gallus". Haase ed. Munchen, 1976
- Young, Gary Keith. Rome's Eastern Trade: International Commerce and Imperial Policy, 31 BC-AD 305. Routledge. London, 2001 (ردمك 0-415-24219-3)

## روابط خارجية
- استكشاف الرومان العربية في عهد أغسطس
- العربية والإمبراطورية الرومانية (باللغة الإيطالية)
- القلاع الرومانية في الليمس العربي
- خريطة VIA NOVA TRAIANA تظهر البؤر الاستيطانية التي تشكل الليمس التابع لهادريان
- الرومان والعربية (كتاب غوغل)